# زیرناحیه جولان
زیرناحیه جولان (به عبری: נפת רמת הגולן) یکی از بخش‌های اسرائیل است که در شمال این کشور و استان شمال واقع است. این بخش شامل اراضی بلندی‌های جولان که در اشغال اسرائیل است می‌شود. مجدل شمس بزرگ‌ترین شهر این بخش می‌باشد.